# Дипломатически мисии на Португалия
Това е списък на посолствата и консулствата на Португалия по целия свят.

## Европа
- Австрия
  - Виена (посолство)
- Андора
  - Андора (посолство)
- Белгия
  - Брюксел (посолство)
- Босна и Херцеговина
  - Сараево (офис)
- България
  - София (посолство)
- Ватикан
  - Ватикана (посолство)
- Великобритания
  - Лондон (посолство)
  - Манчестър (генерално консулство)
  - Хамилтън (консулство)
- Германия
  - Берлин (посолство)
  - Дюселдорф (генерално консулство)
  - Франкфурт (генерално консулство)
  - Хамбург (генерално консулство)
  - Щутгарт (генерално консулство)
- Гърция
  - Атина (посолство)
- Дания
  - Копенхаген (посолство)
- Естония
  - Талин (посолство)
- Ирландия
  - Дъблин (посолство)
- Испания
  - Мадрид (посолство)
  - Барселона (генерално консулство)
  - Виго (генерално консулство)
  - Севиля (генерално консулство)
  - Билбао (консулство)
- Италия
  - Рим (посолство)
  - Милано (генерално консулство)
- Латвия
  - Рига (посолство)
- Литва
  - Вилнюс (посолство)
- Люксембург
  - Люксембург (посолство)
- Малта
  - Валета (посолство)
- Норвегия
  - Осло (посолство)
- Полша
  - Варшава (посолство)
- Румъния
  - Букурещ (посолство)
- Русия
  - Москва (посолство)
- Словакия
  - Братислава (посолство)
- Словения
  - Любляна (посолство)
- Сърбия
  - Белград (посолство)
- Украйна
  - Киев (посолство)
- Унгария
  - Будапеща (посолство)
- Финландия
  - Хелзинки (посолство)
- Франция
  - Париж (посолство)
  - Бордо (генерално консулство)
  - Лион (генерално консулство)
  - Марсилия (генерално консулство)
  - Тулуза (генерално консулство)
  - Версай (консулство)
  - Клермон Феран (консулство)
  - Лил (консулство)
  - Нант (консулство)
  - Ноген сур Марне (консулство)
  - Тур (консулство)
- Нидерландия
  - Хага (посолство)
  - Ротердам (генерално консулство)
- Хърватия
  - Загреб (посолство)
- Чехия
  - Прага (посолство)
- Швейцария
  - Берн (посолство)
  - Женева (генерално консулство)
  - Цюрих (генерално консулство)
- Швеция
  - Стокхолм (посолство)

## Северна Америка
- Канада
  - Отава (посолство)
  - Ванкувър (генерално консулство)
  - Монреал (генерално консулство)
  - Торонто (генерално консулство)
- Куба
  - Хавана (посолство)
- Мексико
  - Мексико (посолство)
- САЩ
  - Вашингтон (посолство)
  - Бостън (генерално консулство)
  - Ню Йорк (генерално консулство)
  - Нюарк (генерално консулство)
  - Сан Франциско (генерално консулство)
  - Ню Бедфорд (консулство)
  - Провидънс (консулство)

## Южна Америка
- Аржентина
  - Буенос Айрес (посолство)
- Бразилия
  - Бразилия (посолство)
  - Рио де Жанейро (генерално консулство)
  - Сао Паоло (генерално консулство)
  - Белем (консулство)
  - Бело Оризонте (консулство)
  - Куритиба (консулство)
  - Порто Алегре (консулство)
  - Ресифе (консулство)
  - Салвадор (Бразилия) (консулство)
  - Сантос (консулство)
- Венецуела
  - Каракас (посолство)
  - Валенсия (генерално консулство)
- Колумбия
  - Богота (посолство)
- Перу
  - Лима (посолство)
- Уругвай
  - Монтевидео (посолство)
- Чили
  - Сантяго де Чиле (посолство)

## Африка
- Алжир
  - Алжир (посолство)
- Ангола
  - Луанда (посолство)
  - Бенгуела (генерално консулство)
- Гвинея-Бисау
  - Бисау (посолство)
- Демократична република Конго
  - Киншаса (посолство)
- Египет
  - Кайро (посолство)
- Етиопия
  - Адис Абеба (посолство)
- Зимбабве
  - Хараре (посолство)
- Кабо Верде
  - Прая (посолство)
- Кения
  - Найроби (посолство)
- Либия
  - Триполи (посолство)
- Мароко
  - Рабат (посолство)
- Мозамбик
  - Мапуту (посолство)
  - Бейра (генерално консулство)
- Нигерия
  - Абуджа (посолство)
- Сенегал
  - Дакар (посолство)
- Сао Томе и Принсипи
  - Сао Томе (посолство)
- Тунис
  - Тунис (посолство)
- ЮАР
  - Претория (посолство)
  - Йоханесбург (генерално консулство)
  - Кейптаун (генерално консулство)
  - Дърбан (консулство)

## Азия
- Израел
  - Тел Авив (посолство)
- Индия
  - Ню Делхи (посолство)
  - Гоа (генерално консулство)
- Индонезия
  - Джакарта (посолство)
- Ирак
  - Багдад (посолство)
- Иран
  - Техеран (посолство)
- Кипър
  - Никозия (посолство)
- Китай
  - Пекин (посолство)
  - Макао (генерално консулство)
  - Шанхай (генерално консулство)
- Пакистан
  - Исламабад (посолство)
- Палестинска автономия
  - Рамала (бюро)
- Саудитска Арабия
  - Рияд (посолство)
- Тайланд
  - Банкок (посолство)
- Източен Тимор
  - Дили (посолство)
- Турция
  - Анкара (посолство)
- Филипини
  - Манила (посолство)
- Южна Корея
  - Сеул (посолство)
- Япония
  - Токио (посолство)

## Океания
- Австралия
  - Канбера (посолство)
  - Сидни (генерално консулство)

## Междудържавни организации
- - Брюксел – ЕС
  - Брюксел – НАТО
  - Виена – ОССЕ
  - Женева – ООН
  - Ню Йорк – ООН
  - Париж – ОИСР
  - Париж – ЮНЕСКО
  - Страсбург – Съвет на Европа

## Досегашни посланици в България
Някои от досегашните посланици в България:
- Руи Алвес-Феликс (от 1 август 2009)
- Мариу Жезуш Душ Саитуш (12 ноември 2004 – 2009)
- Пауло Тиаго Жеронимо да Силва (1999 – юни 2004)